# Saleh Al Buraiki
Saleh Al Buraiki (arabe : صالح البريكي) (né le 27 février 1977 au Koweït) est un footballeur international koweïtien, qui évoluait au poste de milieu de terrain.

## Biographie

### Carrière en sélection
Avec l'équipe du Koweït, il joue entre 1998 et 2004. 
Il figure dans le groupe des sélectionnés lors des coupes d'Asie des nations de 2000 et de 2004. Il participe également aux JO de 2000.
Il joue enfin 4 matchs comptant pour la phase qualificative de la coupe du monde 2006.

## Palmarès
Il est champion du Koweït avec Al Salmiya en 2000. L'année suivante, il remporte la Coupe du Koweït ainsi que la Coupe Crown Prince du Koweït.